# Pedro Vesa Fillart
Pedro Vesa Fillart fue un orientalista y catedrático español nacido en Seo de Urgel el 10 de julio de 1852 y muerto en julio de 1915.
Fue catedrático de historia crítica de la literatura española y de lenguas orientales en la Universidad de La Habana, en donde explicó once cursos de árabe, seis de lengua griega y cuatro de sánscrito; estos últimos, sobre todo, le dieron mucha fama y puede decirse que fueron frecuentados por alumnos de toda América. Conocía también otras lenguas de Oriente: hebreo, caldeo y siríaco, y con frecuencia era consultado por orientalistas extranjeros.
Se distinguió al propio tiempo como humanista y mostró siempre mucha admiración por su maestro Menéndez y Pelayo. Ardiente patriota, durante la última guerra colonial obtuvo por sus servicios el grado de comandante de voluntarios españoles y varias cruces, habiéndose distinguido en la acción de Jaruco, en unión de un hermano suyo, el médico y coronel Antonio. Perdida Cuba para España, no quiso reconocer el nuevo estado de cosas y a pesar de las promesas que se le hicieron, pidió la repatriación; fue entonces agregado al cuadro de profesores de la facultad de filosofía y letras de la Universidad de Barcelona, en donde solo pudo explicar su cátedra cuatro años, por falta de salud. Fue, además, ejemplo de ciudadanos en el cumplimiento de su deber. 
Por último, a todas estas virtudes unió la cualidad de ser profundamente religioso y modelo de austeridad cristiana. De su religiosidad dan idea las obras de carácter místico que compuso, muy apreciadas por eminentes teólogos y entre las mismas es la más importante la que lleva por título La Virgen Madre. Escribió, además, numerosos artículos que se publicaron en varios periódicos de España y América e interesantes monografías sobre asuntos filosóficos, que vieron igualmente la luz pública.